# Mẹ Thiên Nhiên

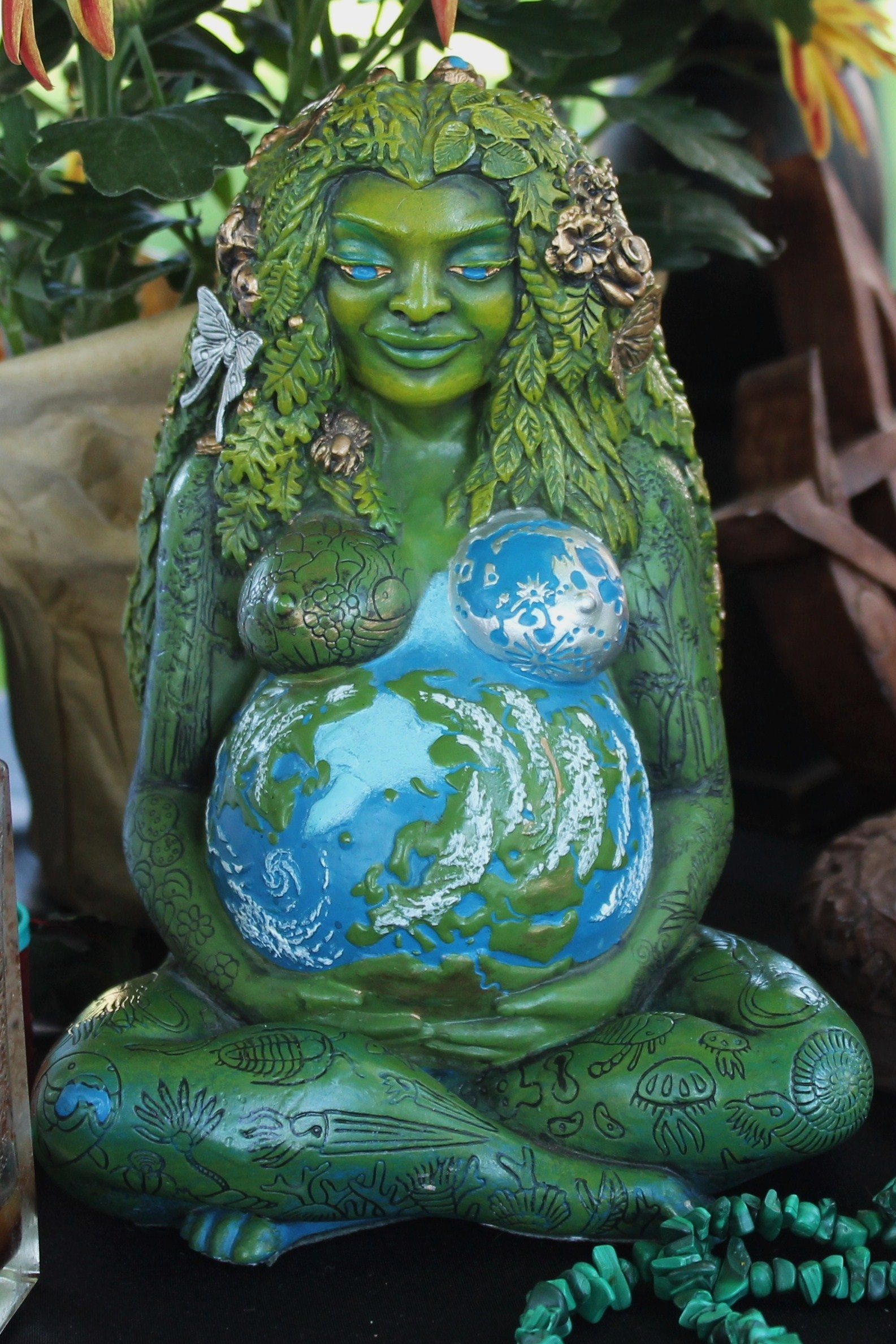
Biểu tượng Mẹ Thiên nhiên hay Mẹ Trái đất (Mother Earth)

Mẹ thiên nhiên (đôi khi được gọi là Mẹ Trái Đất) là một nhân cách hóa tự nhiên của người La Mã tập trung vào các khía cạnh mang lại sự sống và nuôi dưỡng của thiên nhiên bằng cách thể hiện nó, dưới hình thức của người mẹ (Mẫu thần/Địa mẫu). Ở các quốc gia Đông Nam Á Đông Dương tại Campuchia, Lào và Thái Lan, Trái Đất (Terra Firma) được nhân cách hóa là Phra Mae Thorani, nhưng vai trò của nàng trong thần thoại Phật giáo khác biệt đáng kể so với Mẹ thiên nhiên. Ở khu vực quần đảo Mã Lai thì vai trò đó được lấp đầy bằng hình tượng nữ thần Dewi Sri là Người mẹ lúa ở Đông Ấn. Ở Nam Mỹ, tại vùng núi dãy Andes có Nữ thần Pachamama của người da đỏ bản địa, cũng trong tôn giáo ở Venezuela có nữ chúa María Lionza (tên bản địa là Yara) vốn là sự dung hợp hình tượng Maria với Cơ đốc giáo phương Tây. 

## Hình ảnh

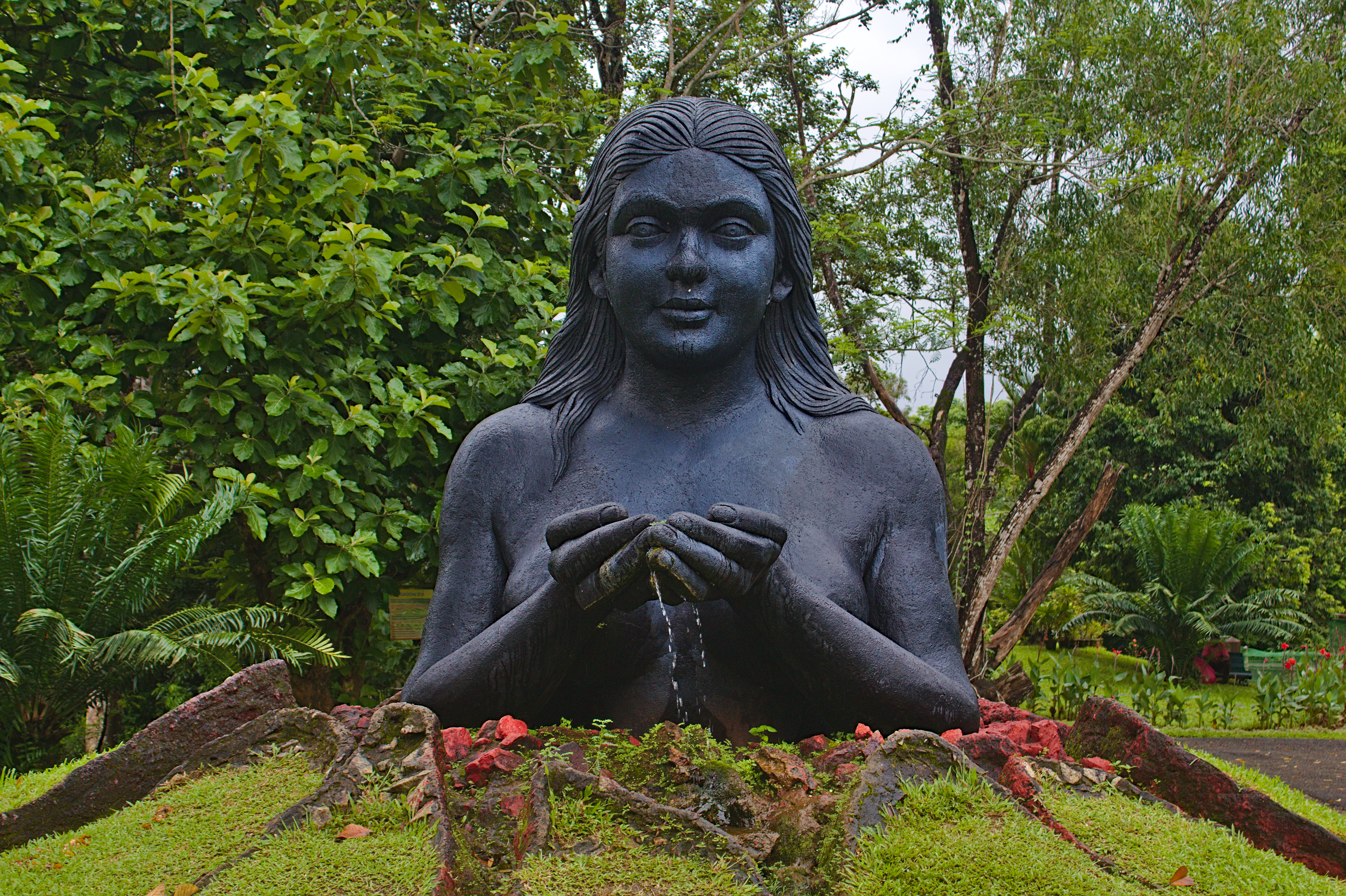
Điêu khắc hình tượng Mẹ Thiên nhiên
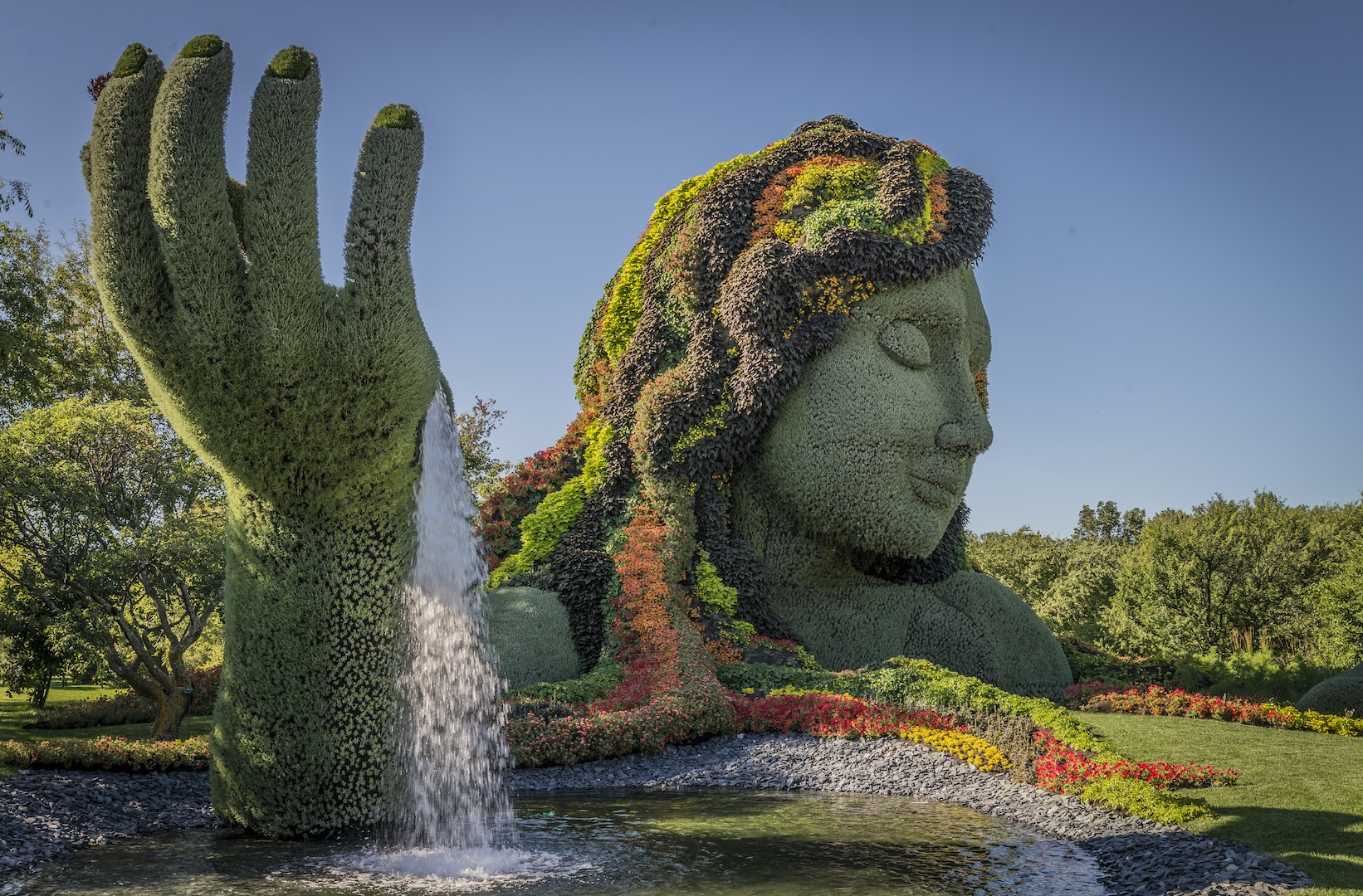
Tạo hình Mẹ Thiên nhiên
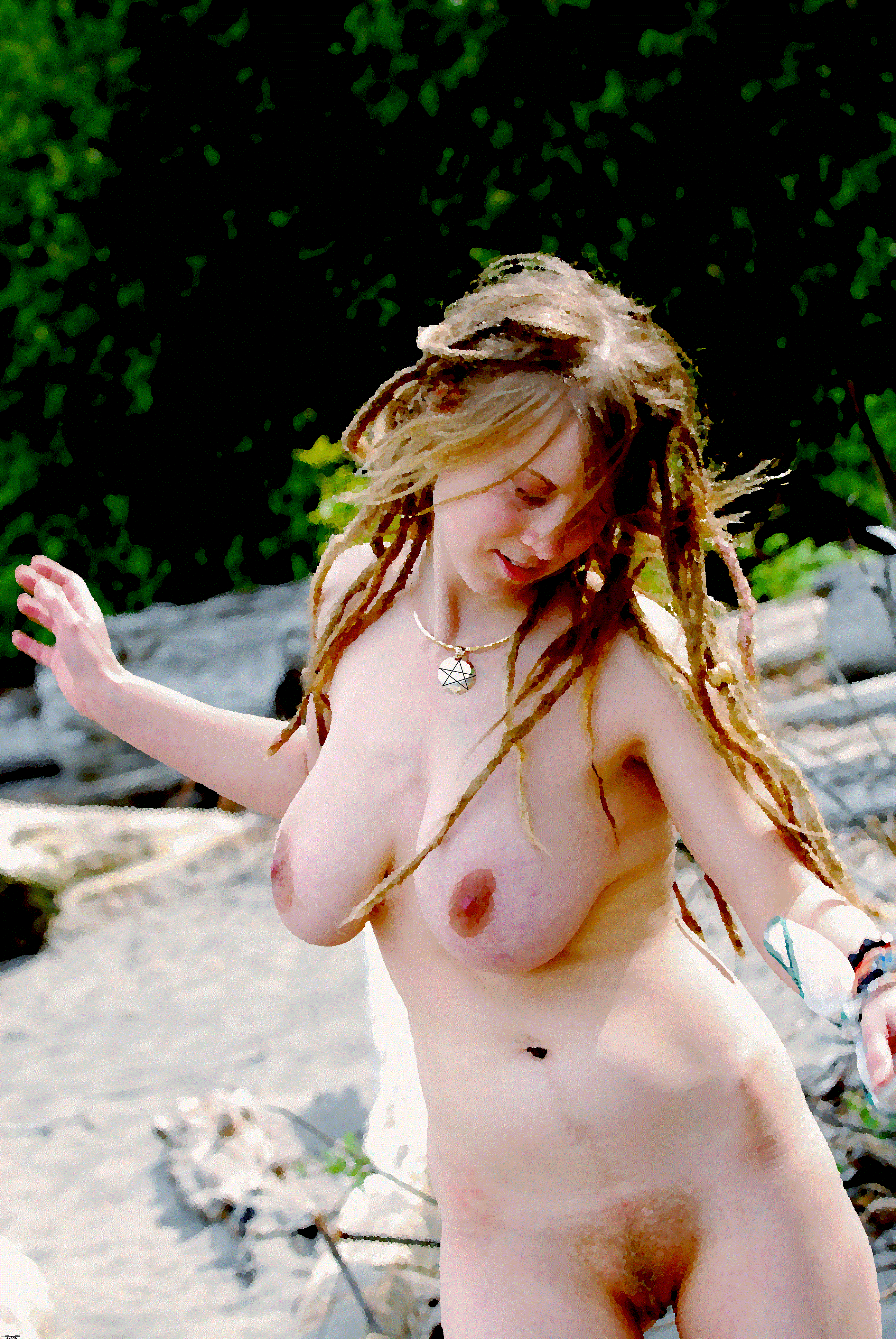
Nhập thần nữ thần trái đất của Paga giáo
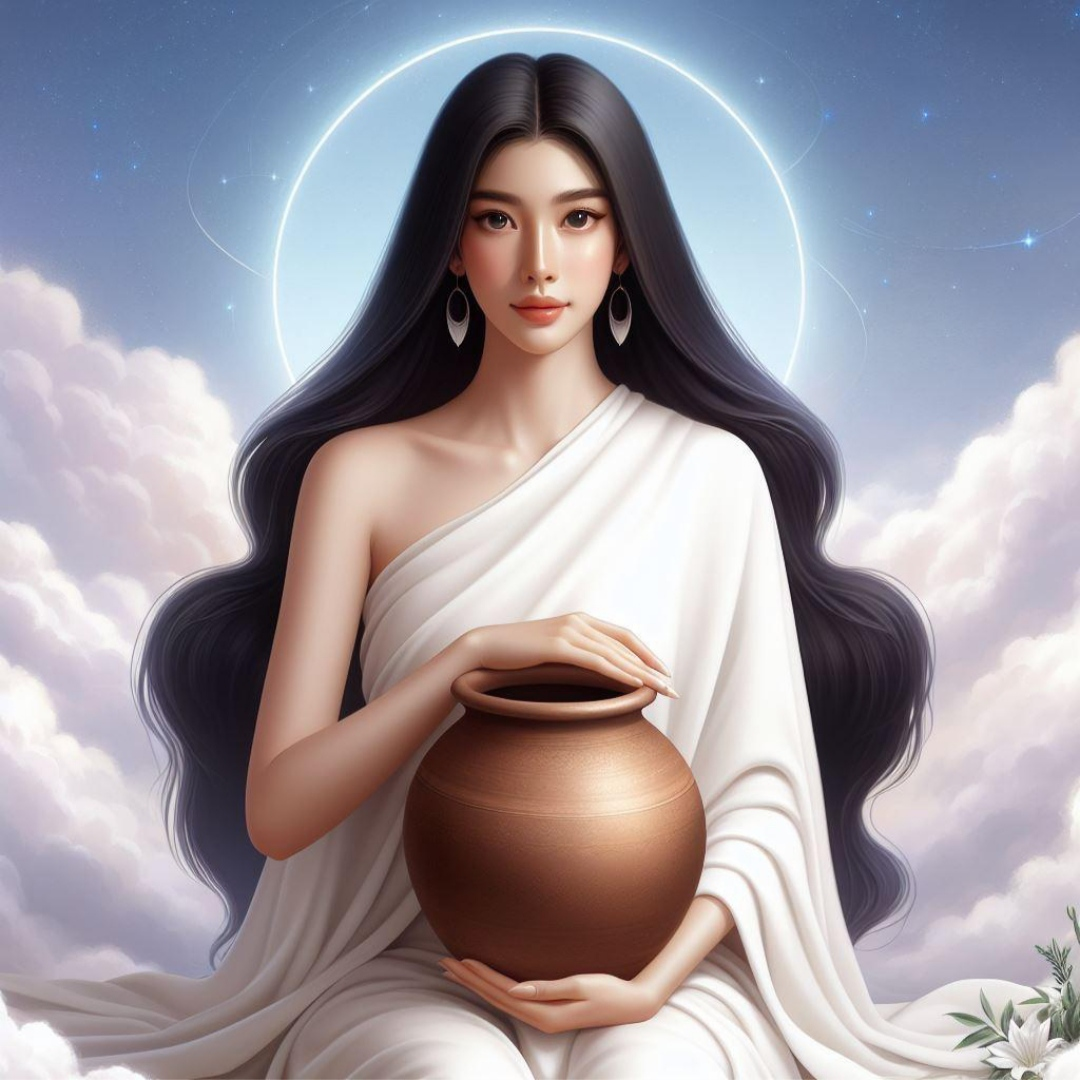
Phỏng dựng nữ thần Leimarel Sidabi
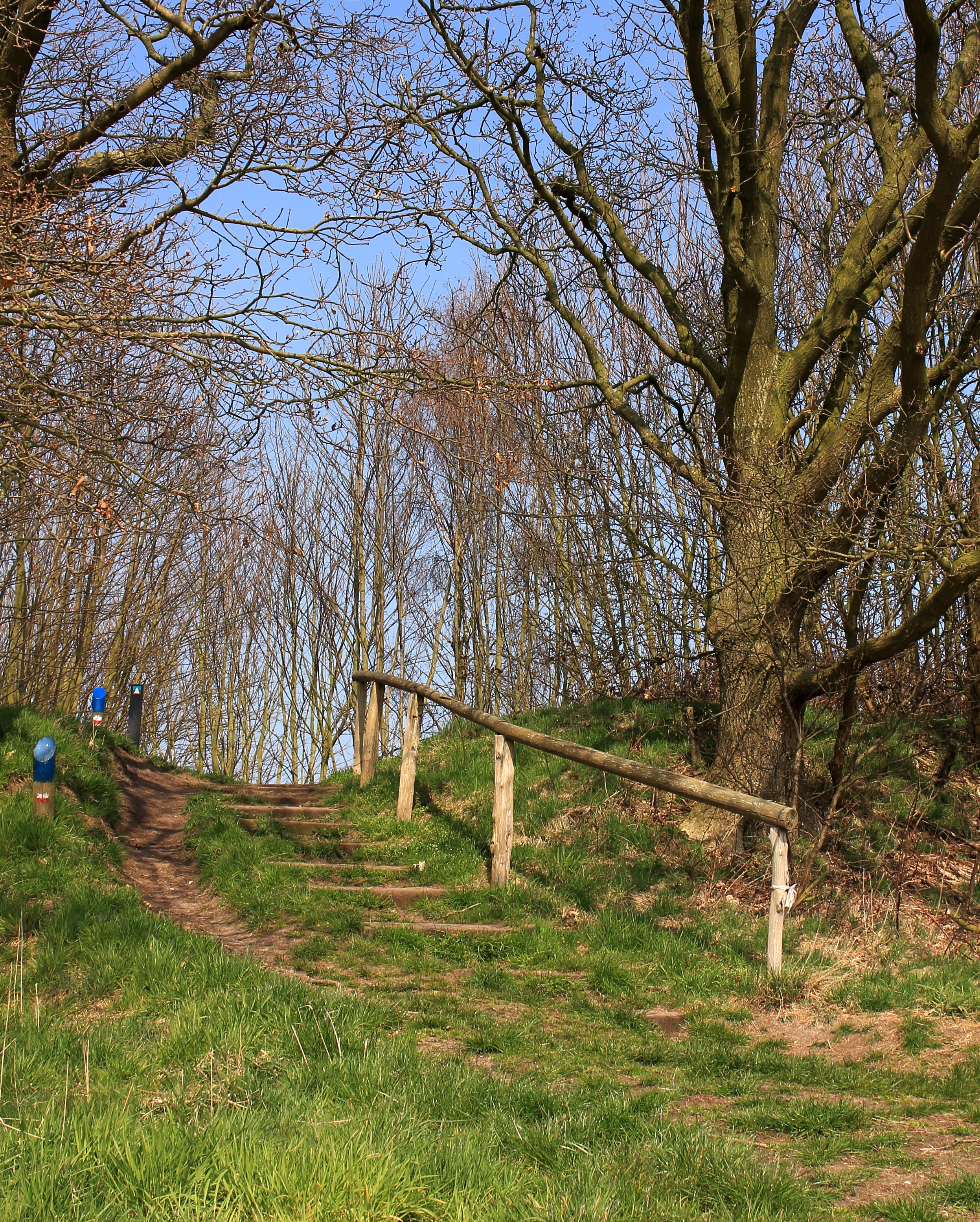
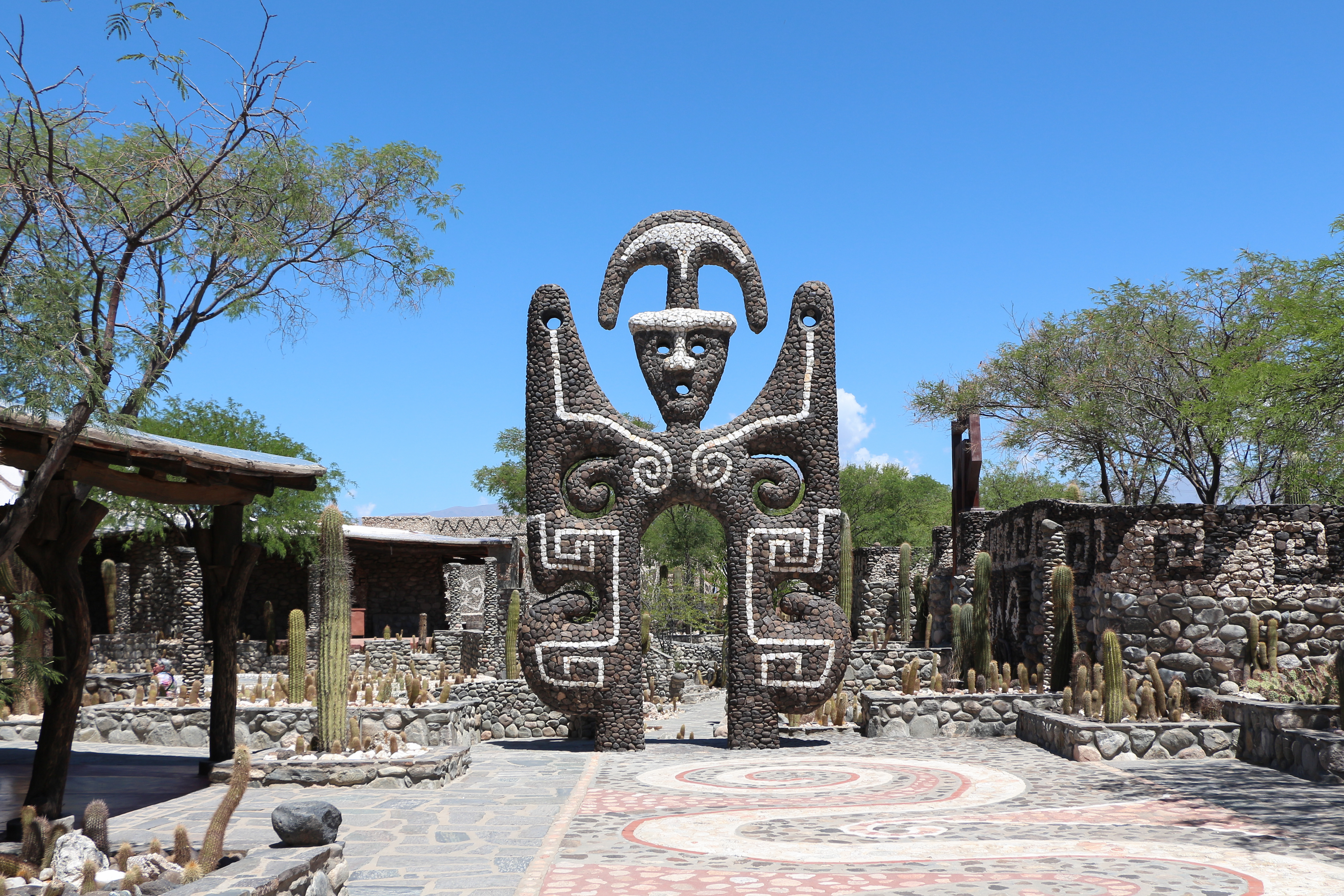
Hình tượng nữ thần Pachamama
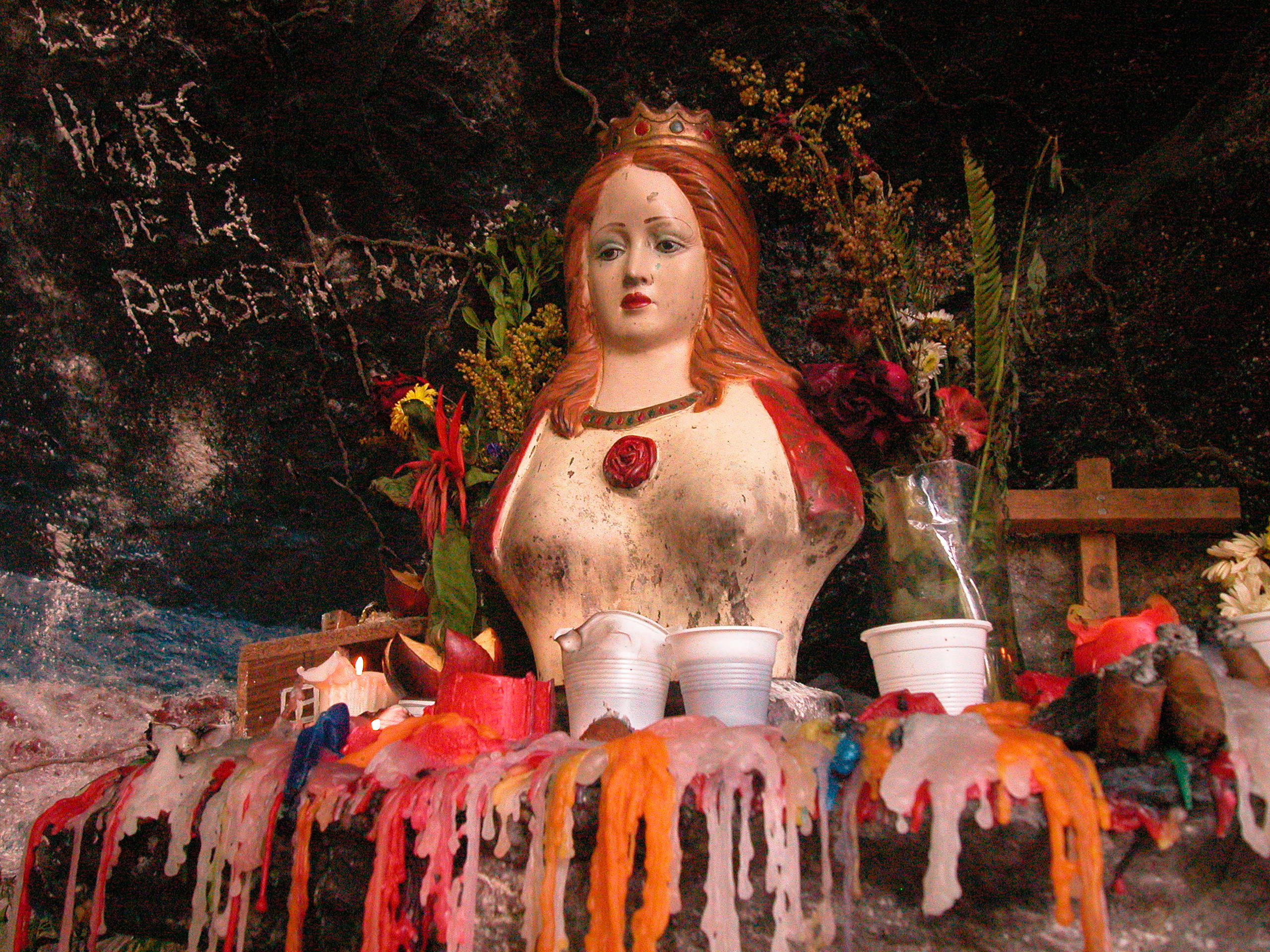
Sự thờ phượng Maria Lionza
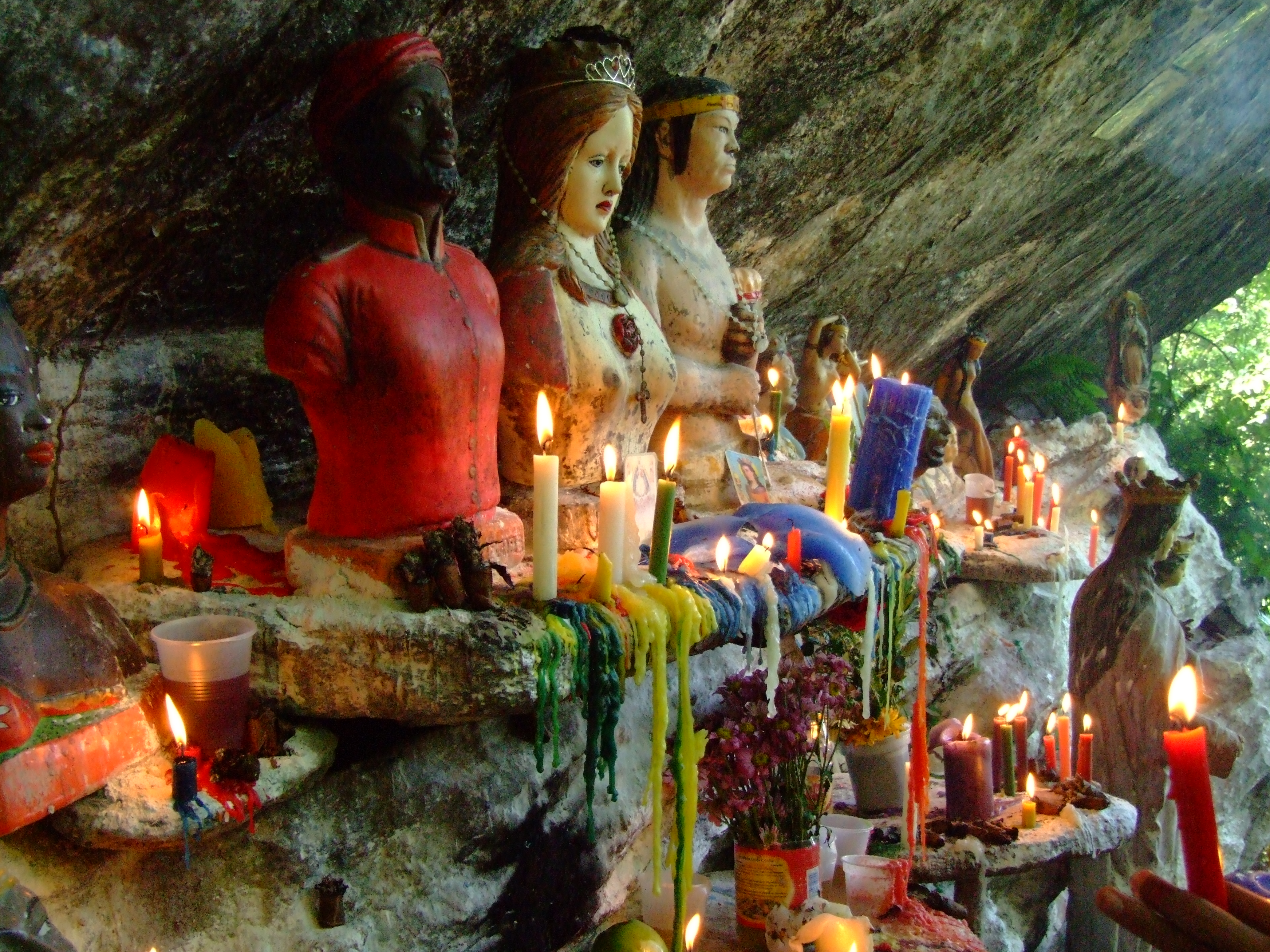
Sự thờ phượng Maria Lionza
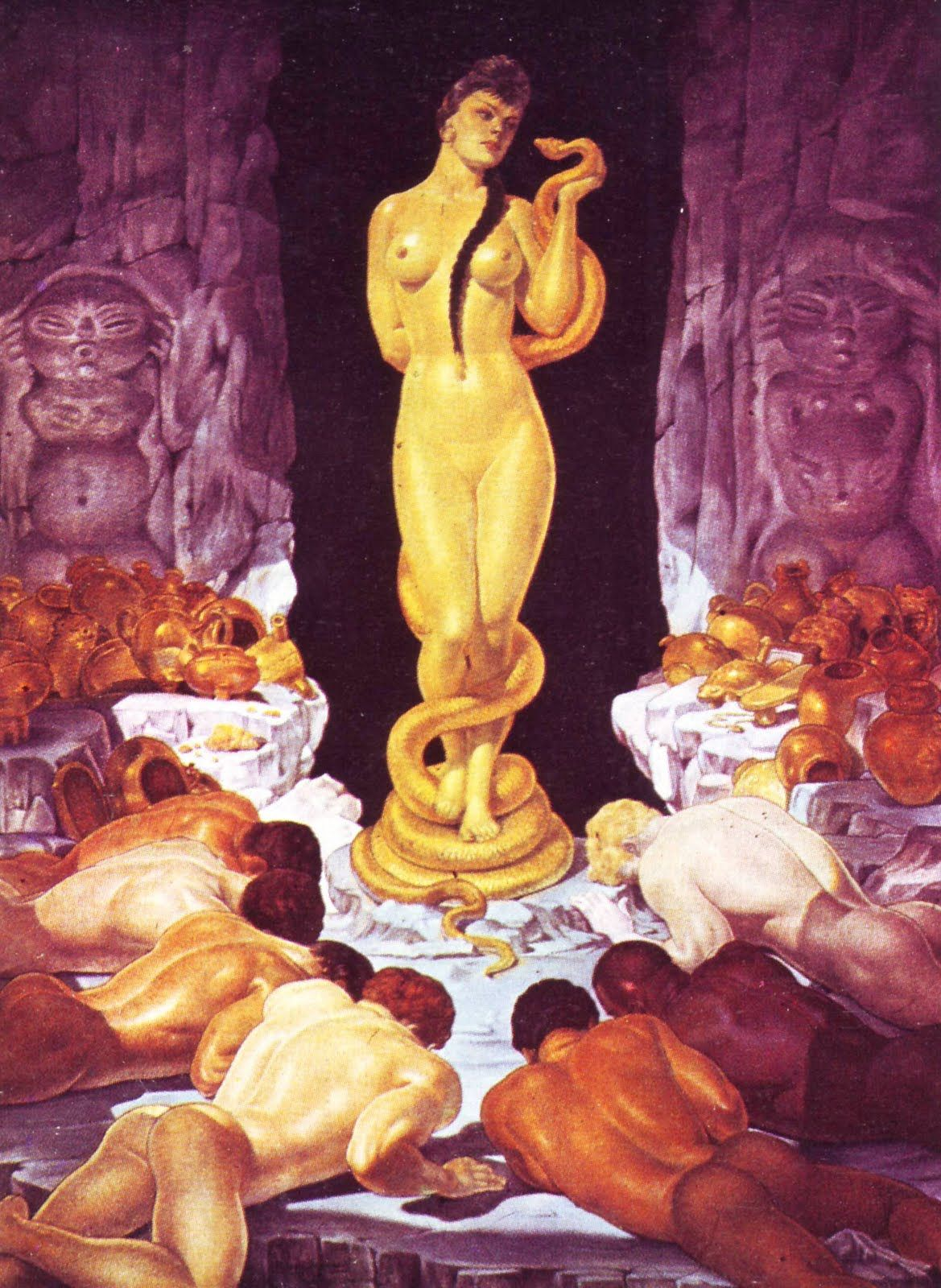
Nữ chúa Maria Lionza
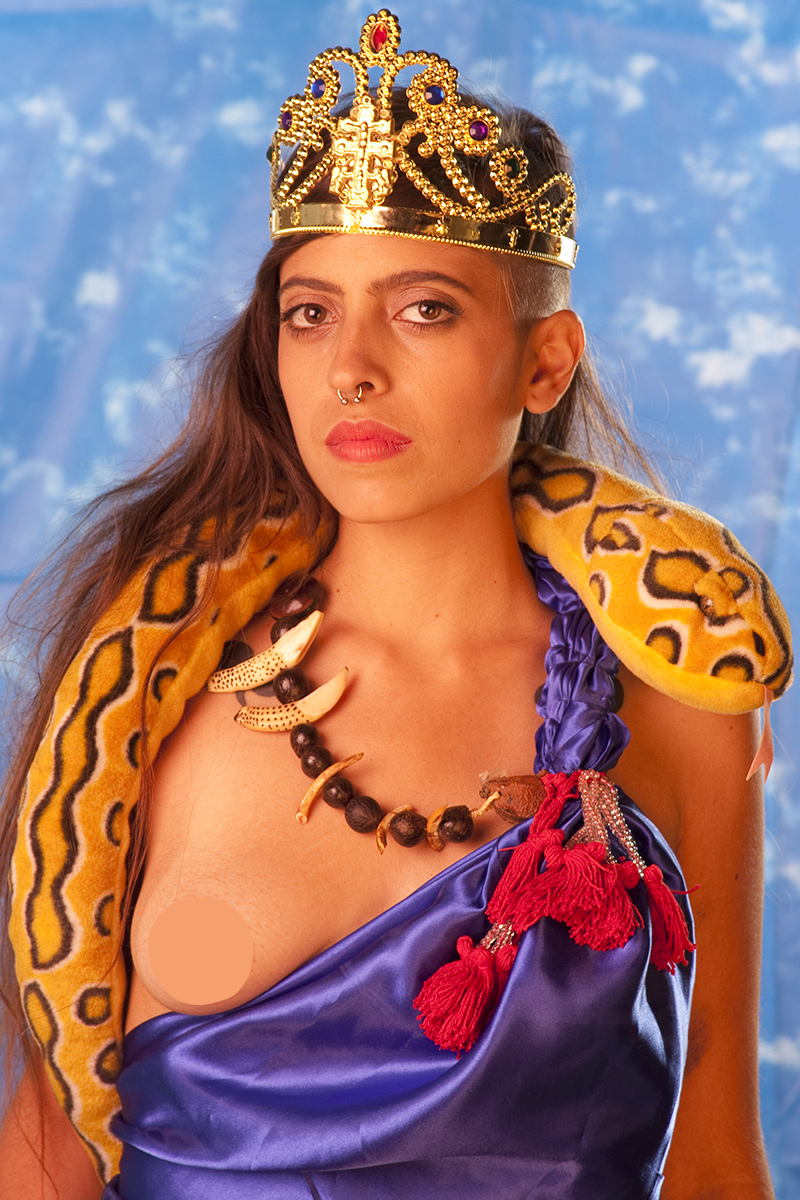
Hoá trang Maria Lionza
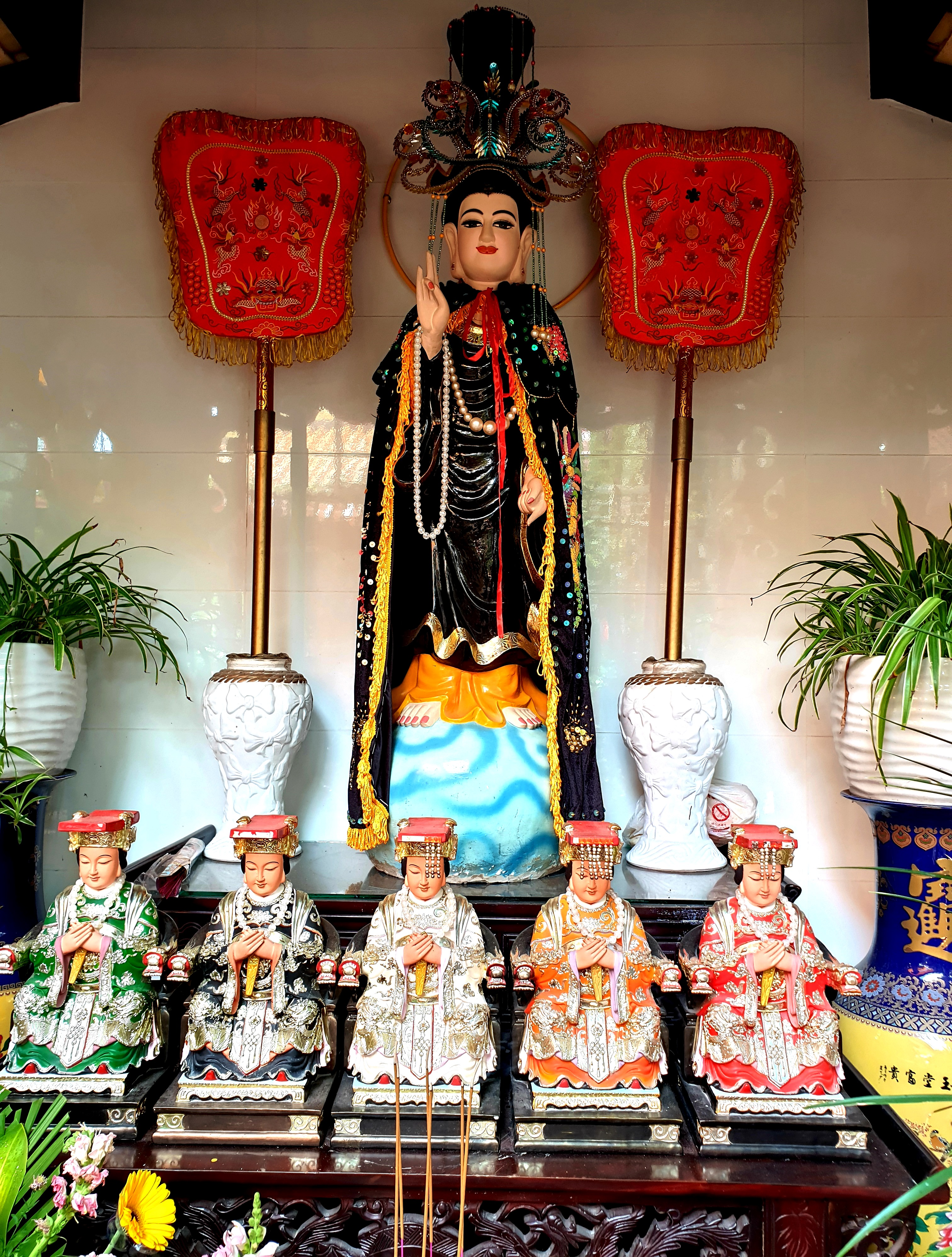
Diêu Trì địa mẫu tại chùa Giác Tánh
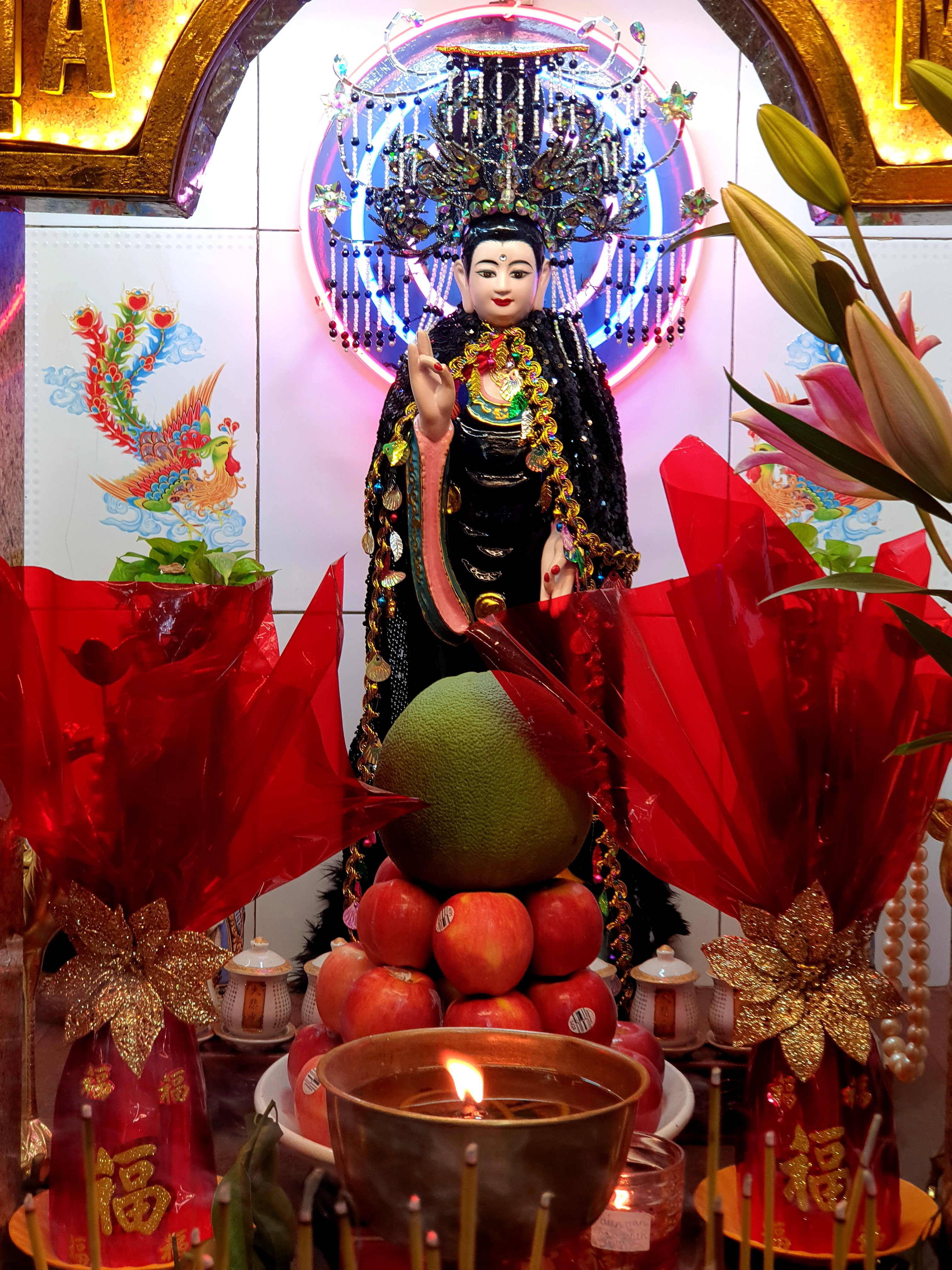
Diêu Trì địa mẫu tại miếu bà Tao Đàn
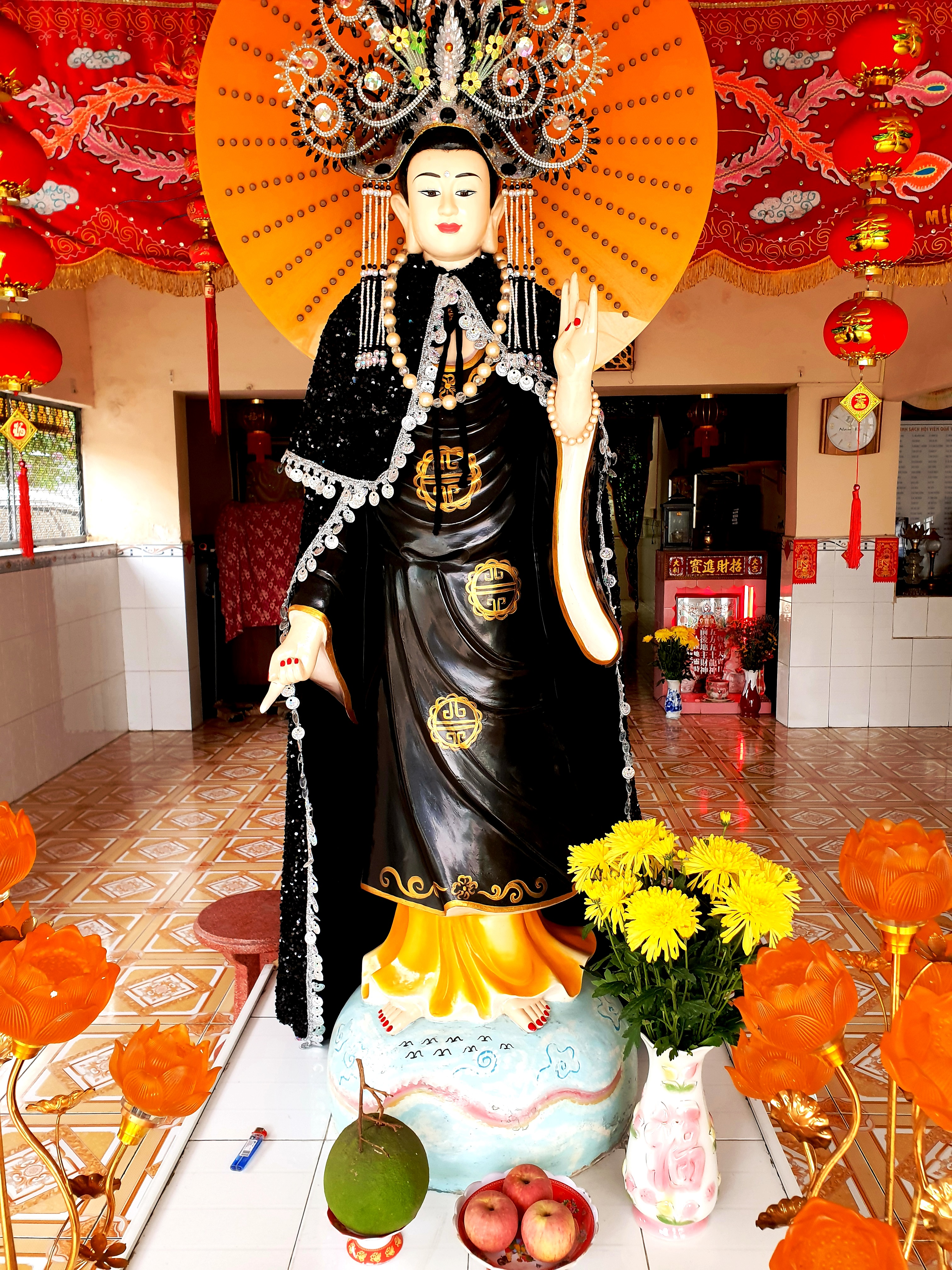
Diêu Trì địa mẫu tại chùa Tây Đường Ngũ Hành miếu
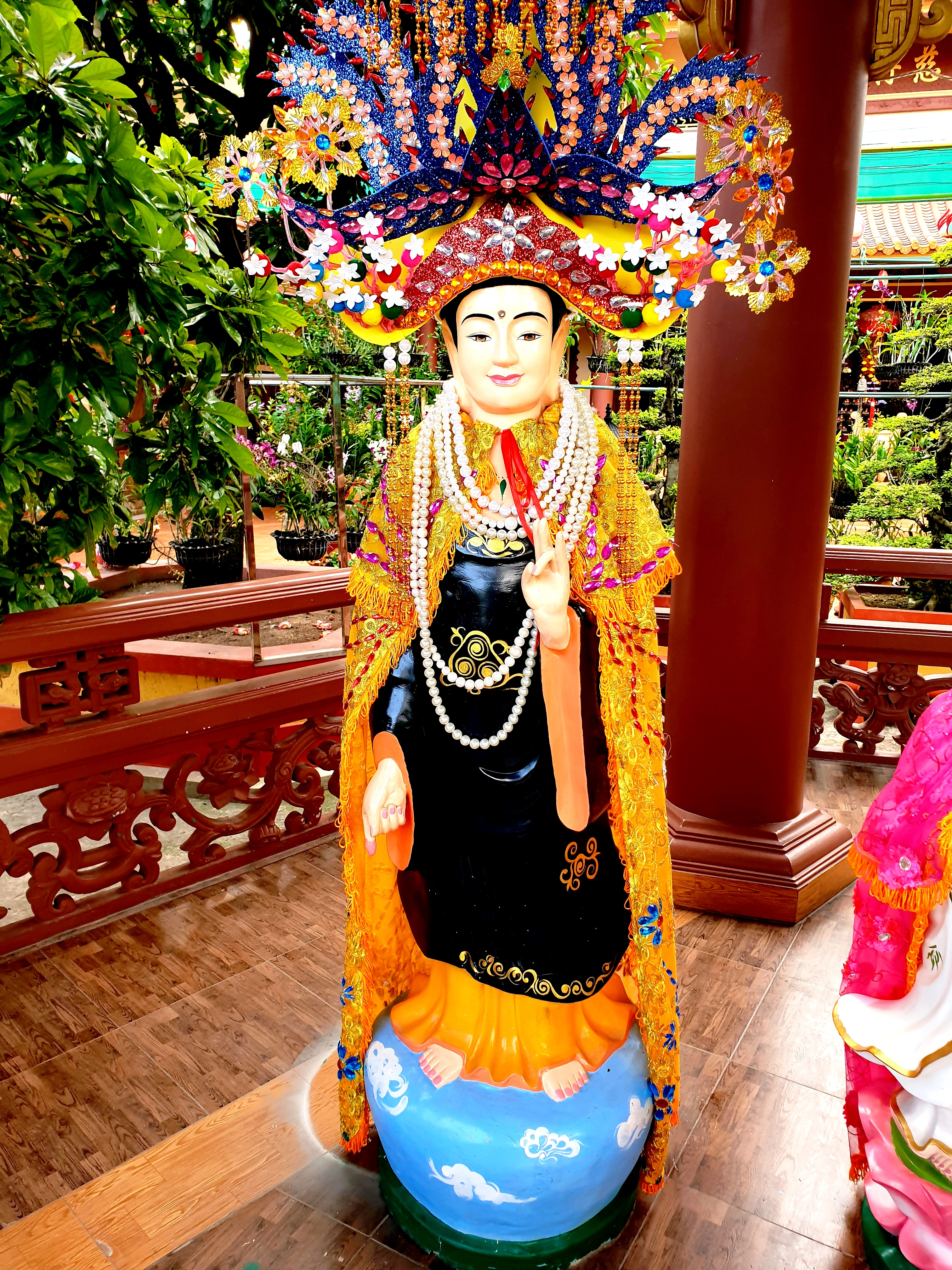
Diêu Trì địa mẫu tại chùa Từ Hạnh